# Håkon Galin
Håkon Folkvidsson Galin  (vers 1175 † 1214) prince  norvégien de la famille royale, Jarl et régent en 1204 puis prétendant au trône contre son demi-frère Inge II de Norvège.

## Origine
Håkon est le fils de Folkvid le Lögsögumad et de Cécilia Sigurdsdatter une fille illégitime du roi Sigurd Munn qui avait été contrainte d'épouser après la mort de son père le noble Folkvid, Lagman ou  Lögsögumad du  Värmland en Suède. En 1177, Sverre arrive en Norvège et prend la tête du parti des  « Birkebeiner » une faction de rebelles qui s’oppose au roi Magnus V de Norvège et à son père le régent Erling Skakke
Sverre se proclame le fils illégitime du roi Sigurd Munn, et le frère de  Cecilia lorsqu’il est reçu par cette dernière et son mari. C’est à cette époque  que Cecilia abandonne son époux et retourne en Norvège probablement accompagnée de son fils  Håkon. Après la prise du pouvoir par  Sverre Sigurdsson en Norvège en 1184 elle fait annuler son mariage qui aurait été effectué sans son consentement pour épouser un partisan de Sverre le magnat Bård Guttormsson de Rein († 1194).

## Biographie
Håkon est mentionné pour la première fois en  1193, comme l’un des principaux chefs des  birkebeiner combattant pour le roi  Sverre contre le parti  des « Insulaires » (vieux-norrois: Øyskjegger). 
Les Øyskjegger étaient une conspiration destinée à porter au trône Sigurd Magnuson un  fils illégitime de Magnus V de Norvège elle s’était constituée avec l’accord au moins tacite de Harald Maddadsson, le Jarl des Orcades et elle comprenait de nombreux nobles et guerriers des  Orcades et des Shetland  d’où son nom.
Au printemps  de 1194, le roi Sverre et ses navires de  combat  se portent au-devant  des  Øyskjegger. Les deux flottes se rencontrent le  3 avril lors de la bataille de Florvåg en Askøy, une île au nord de Bergen. L’expérience au combat des vétérans Birkebeiner est décisive ;  les  Øyskjegger sont écrasés et le prétendant et les principaux chefs périssent dans la défaite.
En janvier 1204 après la mort du  fils et successeur du roi Sverre,  Håkon III de Norvège, Håkon Galin obtient le titre de Jarl et il est nommé régent durant la minorité du roi enfant Guttorm Sigurdsson qui monte sur le trône à l’âge de 4 ans. Après la mort subite du jeune  Guttorm en août de la même année, Håkon est le candidat favori au trône des chefs de l’armée des Birkebeiner et des Lendermönd.
Cependant lors du  Thing convoqué à Nidaros  pour l’élection d’un nouveau souverain sa candidature est rejetée par l’archevêque Erik Ivarson  (1188-1205) et le puissant parti des  paysans du  Trøndelag qui lui reprochent son origine suédoise. C’est finalement son demi-frère  Inge  Bårdsson qui devient roi. Håkon reste toutefois Jarl et commandant des armées et il obtient la moitié des revenus royaux.
De 1204 à  1208, Inge II  et  Håkon Galin combattent de concert les candidats au trône du parti des   bagler : d’abord   Erling Steinvegg  puis   Philippe Simonsson, jusqu'à la conclusion avec ce dernier du compromis de  Kvitsøy.  
Par cet accord  Inge II et Håkon reconnaissent la légitimité du gouvernement des Bagler sur la partie sud-est du territoire de la Norvège avec  Philippe Simonsson  régnant comme roi subordonné sous la suzeraineté nominale d’Inge II pendant que les Birkebeiner contrôlent le reste du pays. Le Jarl Håkon Galin conserve  l’ouest de la Norvège avec  Bergen comme place principale.
Les relations entre  Håkon et son demi-frère Inge II semblent s’être ensuite dégradées fortement. Lorsqu’il devint patent que Philippe Ier de Norvège qui avait par ailleurs dans le cadre de l’accord épousé une fille de Sverre  Sigurdsson se considérait comme un roi à part entière en contravention avec l’accord de  Kvitsøy  Håkon fut tenté d’assumer lui aussi le  titre royal ce que son frère refusa d’accepter en proclamant que le frère qui survivrait à l’autre ou son héritier légitime contrôlerait le territoire du défunt. 
Cependant alors qu’Inge II de santé précaire n’avait qu'un enfant illégitime Guttorm († 1223/1235) que lui avait donné sa concubine Gyrith, Håkon était le père d’un fils légitime Knut Haakonsson qui avait donc dans ce contexte toutes les chances de devenir le prochain roi.
En 1214, le Jarl  Håkon est suspecté de comploter contre le roi Inge II avec les paysans du  Trøndelag. Le conflit allait devenir ouvert entre les deux frères lorsqu’Håkon meurt de mort naturelle après Noël 1214. Il est inhumé dans la vieille cathédrale de Bergen détruite lors de la Réforme en 1531.

## Union et postérité
Håkon Galin avait épousé en 1204 une noble suédoise Kristina Nikolasdotter fille de Nikolas Simonsson Blaka et d'une fille du roi saint Éric dont un fils
- Knut Håkonsson (vers 1208–1261). Prétendant au trône de Norvège contre Håkon IV de Norvège

## Sources
- (en) Knut Gjerset History of the Norwegian People The Macmillan Company New york 1915, « King Sverre's Immediate Successors ».